# Kolarstwo na Igrzyskach Azjatyckich 2002
Kolarstwo na Igrzyskach Azjatyckich 2002 odbywało się na arenach w Pusan w dniach 30 września–13 października 2002 roku. Ponad sto osiemdziesiąt zawodników obojga płci rywalizowało w dwudziestu konkurencjach w trzech dyscyplinach. W klasyfikacji medalowej zwyciężyli reprezentanci Chin, którzy zdobyli 11 medali, w tym: 6 złotych, 2 srebrne i 3 brązowe.

## Podsumowanie

### Klasyfikacja medalowa
| Miejsce | państwo          | Złoto | Srebro | Brąz | Razem |
| ------- | ---------------- | ----- | ------ | ---- | ----- |
| 1       | Chiny            | 6     | 2      | 3    | 11    |
| 2       | Japonia          | 5     | 10     | 4    | 19    |
| 3       | Korea Południowa | 5     | 2      | 6    | 13    |
| 4       | Kazachstan       | 2     | 1      | 1    | 4     |
| 5       | Chińskie Tajpej  | 1     | 0      | 1    | 2     |
| 5       | Uzbekistan       | 1     | 0      | 1    | 2     |
| 7       | Indonezja        | 0     | 2      | 2    | 4     |
| 8       | Iran             | 0     | 1      | 0    | 1     |
| 8       | Kirgistan        | 0     | 1      | 0    | 1     |
| 8       | Malezja          | 0     | 1      | 0    | 1     |
| 11      | Hongkong         | 0     | 0      | 2    | 2     |
| Razem   | Razem            | 20    | 20     | 20   | 60    |

Kolarstwo górskie
| Konkurencja   | 1. miejsce     | 2. miejsce        | 3. miejsce    |
| Mężczyźni     | Mężczyźni      | Mężczyźni         | Mężczyźni     |
| ------------- | -------------- | ----------------- | ------------- |
| Cross-country | Kenji Takeya   | Zhu Yongbiao      | Li Fuyu       |
| Downhill      | Jung Hyung-rae | Takashi Tsukamoto | Ryo Uchijima  |
| Kobiety       |                |                   |               |
| Cross-country | Ma Yanping     | Yukari Nakagome   | Zhang Na      |
| Downhill      | Mio Suemasa    | Mami Masuda       | Risa Suseanty |

Kolarstwo szosowe
| Konkurencja                | 1. miejsce         | 2. miejsce          | 3. miejsce         |
| Mężczyźni                  | Mężczyźni          | Mężczyźni           | Mężczyźni          |
| -------------------------- | ------------------ | ------------------- | ------------------ |
| Wyścig ze startu wspólnego | Sergey Krushevskiy | Aleksandr Winokurow | Wong Kam Po        |
| Jazda indywidualna na czas | Andriej Tietieriuk | Eugen Wacker        | Sergey Krushevskiy |
| Kobiety                    |                    |                     |                    |
| Wyścig ze startu wspólnego | Kim Yong-mi        | Uyun Muzizah        | Jiang Yanxia       |
| Jazda indywidualna na czas | Li Meifang         | Ayumu Otsuka        | Lee Eun-joo        |

Kolarstwo torowe
| Konkurencja                     | 1. miejsce                                                       | 2. miejsce                                                                               | 3. miejsce                                                                                 |
| Mężczyźni                       | Mężczyźni                                                        | Mężczyźni                                                                                | Mężczyźni                                                                                  |
| ------------------------------- | ---------------------------------------------------------------- | ---------------------------------------------------------------------------------------- | ------------------------------------------------------------------------------------------ |
| Sprint                          | Takashi Kaneko                                                   | Josiah Ng                                                                                | Akihiro Isezaki                                                                            |
| Sprint drużynowy                | Japonia · Yuichiro Kamiyama · Harutomo Watanabe · Takashi Kaneko | Korea Południowa · Yang Hee-jin · Cho Hyun-ok · Kim Chi-bum                              | Chińskie Tajpej · Lin Kun-hung · Chen Keng-hsien · Lin Chih-hsan                           |
| 1000 m                          | Lin Chih-hsan                                                    | Keiichi Omori                                                                            | Kim Chi-bum                                                                                |
| Wyścig punktowy                 | Cho Ho-sung                                                      | Ma Yajun                                                                                 | Noriyuki Iijima                                                                            |
| Keirin                          | Shinichi Ota                                                     | Yuji Yamada                                                                              | Hyun Byung-chul                                                                            |
| Madison                         | Korea Południowa · Suh Seok-kyu · Cho Ho-sung                    | Japonia · Makoto Iijima · Shinichi Fukushima                                             | Hongkong · Wong Kam Po · Ho Siu Lun                                                        |
| Wyścig na dochodzenie           | Wadim Krawczenko                                                 | Suh Seok-kyu                                                                             | Noriyuki Iijima                                                                            |
| Wyścig drużynowy na dochodzenie | Chiny · Guo Jianbin · Ma Yajun · Shi Guijun · Wang Fei           | Iran · Hosejn Askari · Alireza Haghi · Abbas Saeidi Tanha · Amir Zargari · Mehdi Sohrabi | Kazachstan · Władimir Buszanski · Andriej Kaszeczkin · Wadim Krawczenko · Dmitrij Murawjow |
| Kobiety                         |                                                                  |                                                                                          |                                                                                            |
| Sprint                          | Li Na                                                            | Maya Tachikawa                                                                           | Ku Hyun-jin                                                                                |
| 500 m na czas                   | Jiang Yonghua                                                    | Sayuri Ōsuga                                                                             | Lee Jong-ae                                                                                |
| Wyścig punktowy                 | Zhao Haijuan                                                     | Uyun Muzizah                                                                             | Lim Hyung-joon                                                                             |
| Wyścig na dochodzenie           | Kim Yong-mi                                                      | Ayumu Otsuka                                                                             | Santia Tri Kusuma                                                                          |